# Пам'ятник В'ячеславові Чорноволу (Львів)
Пам'ятник В'ячеславові Чорноволу — монумент на честь українського громадського та політичного діяча, засновника «Народного руху України» В'ячеслава Чорновола у Львові.
Пам'ятник відомому діячеві встановлено 30 грудня 2002 року біля будівлі Львівської обласної ради. У ході заходу львів'яни вшанували пам'ять видатного українського політика 20 століття, дисидента, першого демократично обраного на початку 90-х років голови Львівської обласної ради В'ячеслава Чорновола.

## Історія та опис монумента
Одразу після загибелі В'ячеслава Чорновола у Львові виникла ідея увічнити його образ у бронзі, тому було оголошено конкурс на найкращий проєкт пам'ятника. Переміг у ньому творчий колектив Івана Самотоса, хоча місцева преса одразу назвала цей проект, виконаний у стилі радянського монументалізму, не надто вдалим.
Автори монумента: скульптор — Іван Самотос, архітектор — Василь Каменщик.
За задумом авторів скульптура бронзового В'ячеслава Чорновола з піднятою правою рукою закликає до боротьби з несправедливістю, корупцією та свавіллям влади. А три пальці, гордо підняті в гору, уособлюють символ України — тризуб.

## Галерея

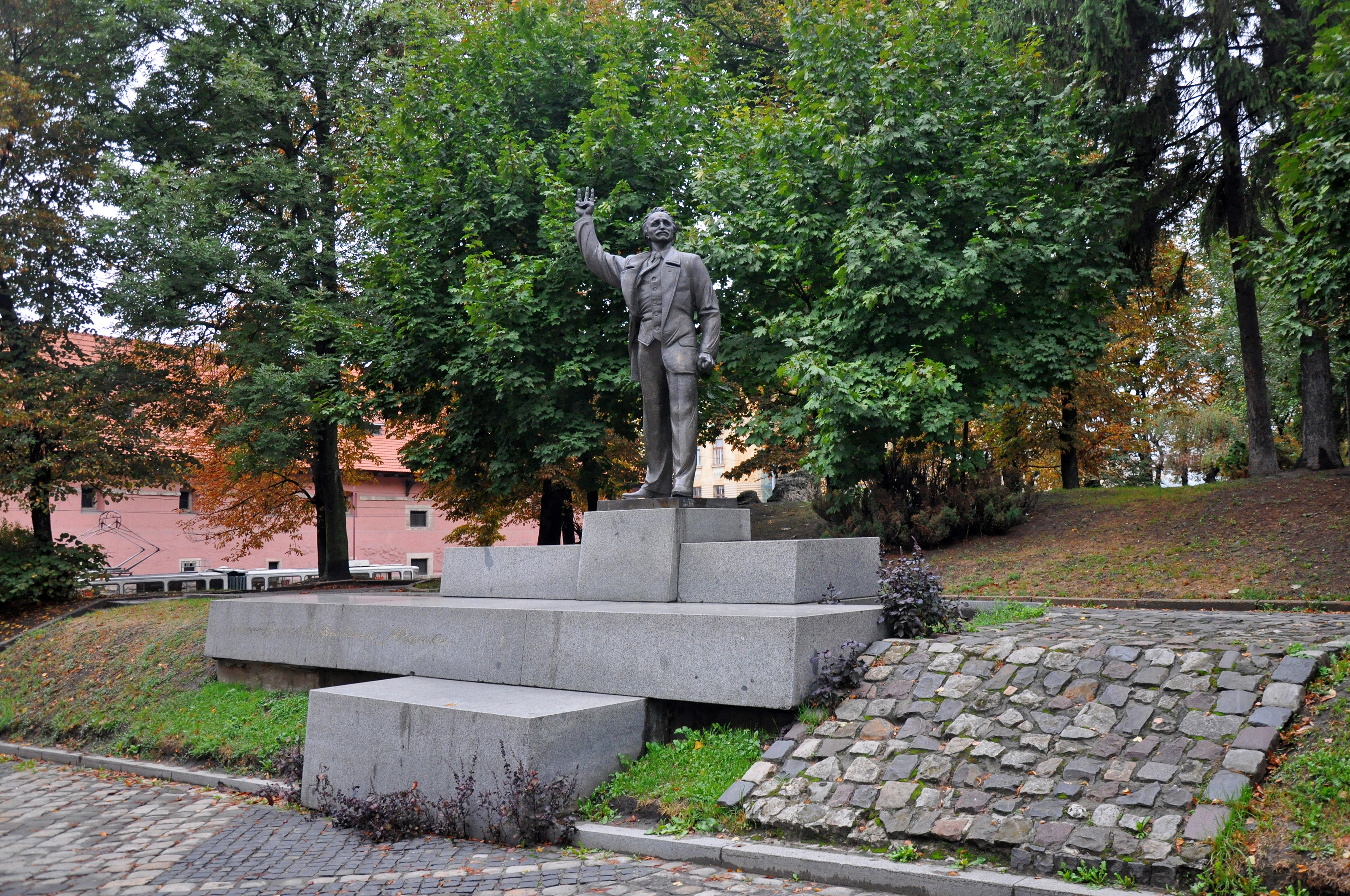
Загальний вигляд
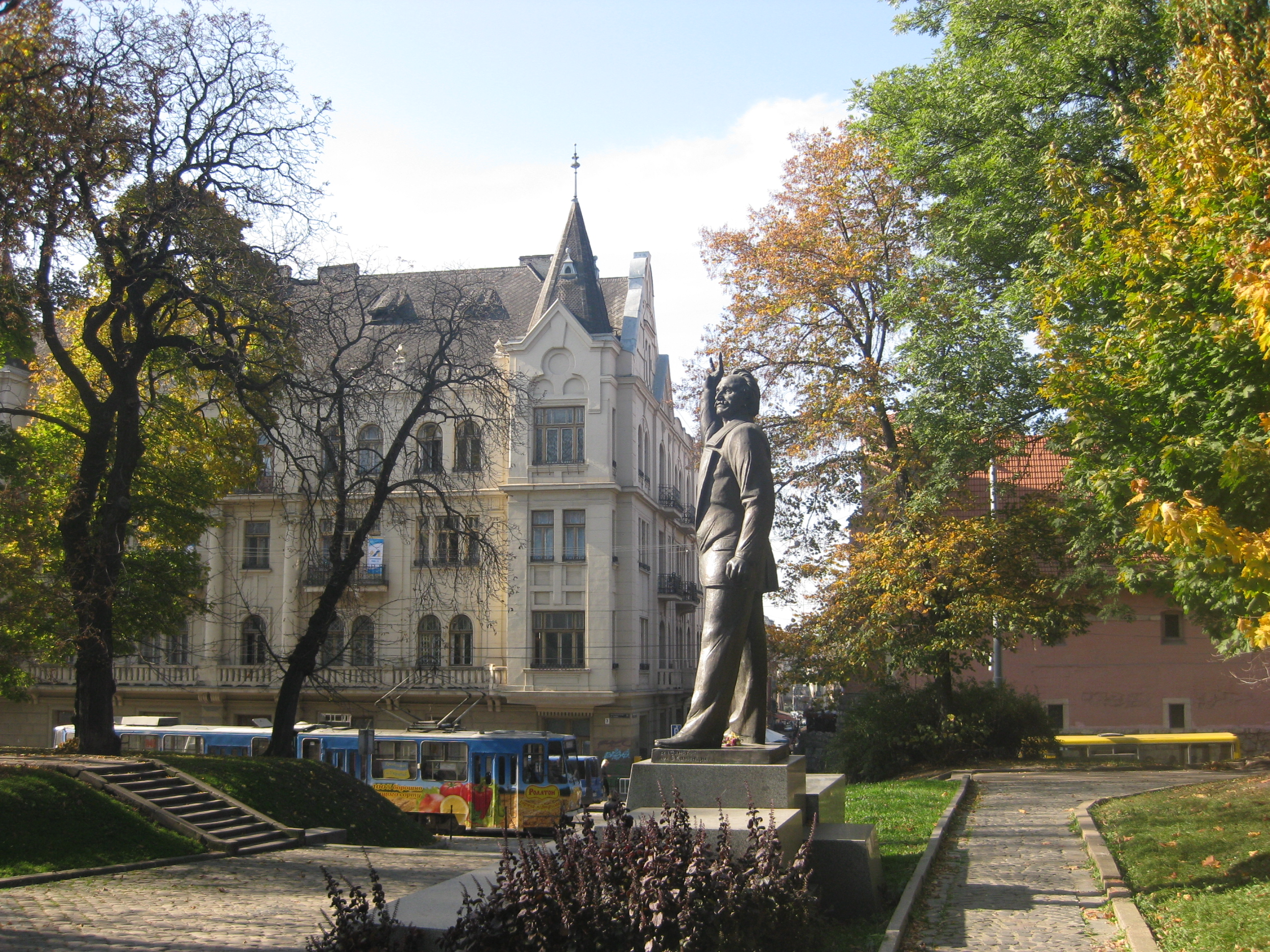
Вид збоку